# 環狀軟骨壓迫法
環狀軟骨壓迫法，或者稱作Sellick maneuver ，是用在氣管內管插管時降低胃食道逆流發生的一種技巧。施術者對頸部的環狀軟骨施予壓力，直接地壓迫並阻塞其後方的食道。
值得注意的是，環狀軟骨壓迫法不應該與"BURP"(Backwards Upwards Rightwards Pressure) maneuver搞混，後者是用在氣管插管時幫助喉鏡能夠更容易地看到聲門所使用的技法，而非為了防止胃食道逆流。 正如同BURP maneuver 其名所指示的，施術者將對患者的甲狀軟骨施以"向後"、"向上"、以及"向右"的力量，使得聲門更容易被看見。
目前根據美國心臟協會(American Heart Association)的ACLS臨床指引，對心臟驟停之患者施行環狀軟骨壓迫法是不被建議的(第三類治療效果，證據等級=C)

## 歷史與技巧
在1961年，麻醉師 Brian Arthur Sellick (1918–1996)發表了一篇論文Cricoid pressure to control regurgitation of stomach contents during induction of anesthesia—preliminary communication，當中提到使用環狀軟骨壓迫法來防止胃食道逆流。這項技巧需要施術者對環狀軟骨施予20~44牛頓垂直向下的壓力來壓迫並阻塞食道，來預防麻醉引導時或需急救復甦病患之插管過程中發生胃部內容物逆流所造成的吸入性肺炎。 有些人認為環狀軟骨壓迫法除了在快速插管時避免吸入性肺炎的經典角色之外，對於兒科族群(尤其是新生兒)，還能夠增進在插管時看見聲門的視野。

## 用途

### 快速插管
儘管沒有充分的臨床證據支持，環狀軟骨壓迫法在近五十年內被廣泛地用於快速插管。 最早由Sellick所發表的文章只有小規模的樣本數，且當時主要是採取高呼吸潮氣容積、頭低腳高臥姿，以及使用巴比妥類藥物的麻醉法。 直到了2000年左右，開始有大量的研究證據質疑環狀軟骨壓迫法的效用，認為此方法事實上只會將食道往側邊偏移，而並非像Sellick所宣稱的直接壓迫食道。 
另外，環狀軟骨壓迫法可能會壓迫到聲門，造成喉鏡操作者的視野被阻礙，進而延遲人工氣道建立的時間。 有些臨床醫師認為環狀軟骨壓迫法缺乏科學證據支持其效益，且具有潛在的併發症，應該受到廢除。

### 避免胃部氣體吹入
這項技法對於避免胃部氣體吹入，亦有其重要角色。一項研究指出，若對於幼兒和孩童施予適當的環狀軟骨壓迫法，能夠在以峰值吸氣壓力40公分水柱的面罩呼吸情況下避免胃部氣體吹入。對於一些容易在較低充氣壓力就發生胃部氣體吹入的癱瘓病人，具有額外的好處。

## 爭議點
前環狀軟骨壓迫法被視為快速插管的標準程序許多年了。 美國心臟協會(AHA)原先鼓吹在心肺復甦使用人工急救甦醒球時，以及緊急氣管插時皆要施予環狀軟骨壓迫法；直到2010年開始，他們反而不建議對於因心臟驟停而接受氣管插管的患者常規使用環狀軟骨壓迫法。
環狀軟骨壓迫法經常被錯誤地使用。 對於環狀軟骨施加壓力常造成食道向一側偏移，而非像Sellick所宣稱地直接受壓迫。 一些研究指出該技法反而會造成聲門受到不等程度的壓迫，因而降低潮氣容積並升高峰值吸氣壓力。
最早環狀軟骨壓迫法之所以會被提出，是因為它被視為一項有效增進病人安全的臨床處置。而如今它不再被現實醫療所偏好，正印證了實證醫學的重要性。

## 副作用
正如同所有的醫療程序，環狀軟骨壓迫法有其適應症、禁忌症與副作用。它可能會導致噁心/嘔吐、食道撕裂，以及讓氣管插管與面罩通氣更加困難。當施力超過40牛頓，便會阻礙氣道的暢通而使得面罩通氣變得困難或無法施行。環狀軟骨壓迫法可能會偏移食道，而令面罩呼吸或喉罩氣道(LMA)更加困難，干擾LMA之置放、人工氣管之行進，以及軟式支氣管鏡對聲門的視野。縱使有以上諸多副作用，研究者發現施行環狀軟骨壓迫法並不會增加插管失敗的機率。

## 其它參考
- 快速插管
- 氣管插管
- 機械式呼吸輔助